# Жуків (Підкарпатське воєводство)
Жуків (пол. Żuków) — село на Закерзонні, у Польщі, у гміні Чесанів Любачівського повіту Підкарпатського воєводства.
Населення — 266 осіб (2011).
У 1975—1998 роках належало до Перемиського воєводства. У селі протікають потоки Буща і Лівчанка.

## Історія
Село детально описане в королівській люстрації 1565 р.
У 1783 р. на північ від села постала німецька колонія Фрайфельд (нім. Freifeld), тепер Ковалівка (пол. Kowalówka). У 1939 році тут мешкало 230 осіб, з них 80 українців, 60 поляків, 20 євреїв і 70 німців, здебільшого полонізованих.
За даними історичного шематизму о. д-ра Дмитра Блажейовського, станом на 1785 рік село володіло 20 км.кв. земель, серед мешканців було 420 греко-католиків, 140 римо-католиків, 15 юдеїв.
Станом на 1830 р. в селі була парохіяльна школа при греко-католицькій церкві.
У 1880 р. село Жуків належало до Цішанівського повіту Королівства Галичини та Володимирії Австро-Угорської імперії, у селі було 153 будинки і 984 жителі, а також 13 будинків і 371 житель на землях фільварку; з них 966 греко-католиків, 310 римо-католиків, 73 юдеї та 6 інших віровизнань. Місцева греко-католицька парафія належала до Любачівського деканату Перемишльської єпархії. Німецька колонія Фрайфельд вважалася присілком.
Станом на 1939 рік нараховувало 1430 осіб, з них 980 українців-грекокатоликів, 200 українців-римокатоликів, 220 поляків, 30 євреїв. Місцева греко-католицька парафія належала до Чесанівського деканату Перемишльської єпархії. Село входило до ґміни Плазув Любачівського повіту Львівського воєводства Польської республіки.
У середині вересня 1939 року німці окупували село, але вже 26 вересня 1939 року відступили і передали Червоній армії, оскільки за пактом Ріббентропа-Молотова правобережжя Сяну належало до радянської зони впливу. Однак Сталін обміняв Закерзоння на Литву і на початку жовтня СРСР передав село німцям, південніше села проліг кордон.
У 1943 р. поляки розпочали терор і вбивства українців, убивши священика. Дані про терор неповні, але відомі поіменні списки 58 вбитих 10.04.1945 і 7 — 15.04.1945 (віком від 1 до 65 років).
Згідно з повстанським звітом про стан і перебіг виселенчої акції, станом на грудень 1945 року мешканці Жукова залишались у своєму селі, опираючись депортації до Радянського Союзу. Під час операції «Вісла» на захід і північ Польщі виселено 433 особи.

## Демографія
Демографічна структура станом на 31 березня 2011 року:
|          | Загалом | Допрацездатний вік | Працездатний вік | Постпрацездатний вік |
| -------- | ------- | ------------------ | ---------------- | -------------------- |
| Чоловіки | 126     | 32                 | 77               | 17                   |
| Жінки    | 140     | 41                 | 63               | 36                   |
| Разом    | 266     | 73                 | 140              | 53                   |

## Зміна меж села
До Другої світової війни село Жуків простягалося при головній дорозі з Чесаніва до Белзця і при дорозі на захід, на Люблинець. Зараз збереглася тільки західна частина села при дорозі на Люблинець. Натомість німецька колонія Фрайфельд лежала північніше. Теперішня Ковалівка має у своєму складі парохіяльну церкву Жукова і сільський цвинтар.

## Пам'ятки
Дерев'яна парафіяльна церква Різдва Пресвятої Богородиці (тепер в межах с. Ковалівка) збудована 1767, відновлена 1902 року стараннями о. Теофіла Скобельського. Хрестовидна в плані, зрубної конструкції, однокупольна. Біля церкви мурована дзвіниця. Зараз храм використовують римо-католики. Внесена до реєстру нерухомих пам'яток Польщі під № A-242 19.08.1987 року (включена до маршруту 6 Шляху дерев'яної архітектури.). Парафія належала до Чесанівського деканату Перемишльської єпархії. Дочірньою церквою парафії було село Гораєць, розташоване за 3 км на схід.
У східній частині села, за потоком, на підвищенні розташований цвинтар (зараз недіючий). Надгробки на цвинтарі виконано переважно майстрами Бруснівської каменярської школи. На цвинтарі збереглася частково зруйнована каплиця, за деякими даними, 1871 року. Цвинтар зареєстрований як пам'ятка 19.05.1993 під № A-603.

## Постаті
Парохом Жукова був ревний священик і активний громадський діяч, голова філії товариства «Просвіта» в Чесанові і Чесанівський декан о. Мирон-Іван Колтунюк. Активна позиція пароха формувала національну свідомість населення.
На жуківському цвинтарі поховані, окрім о. Мирона і його дружини, парохи о. Микола Колтунюк з дружиною, о. Володимир Бачинський.
Найактивніші представники громади об'єднані в Комітет родин колишніх мешканців с. Жуків при греко-католицькій парафії в Любачеві. Вони зберігають пам'ять про своє коріння, приїжджають щонайменше раз на рік до рідного села, намагаються доглядати за цвинтарем: прибирають, косять траву.

## Галерея

Церква в Жукові, фото 2011 р.
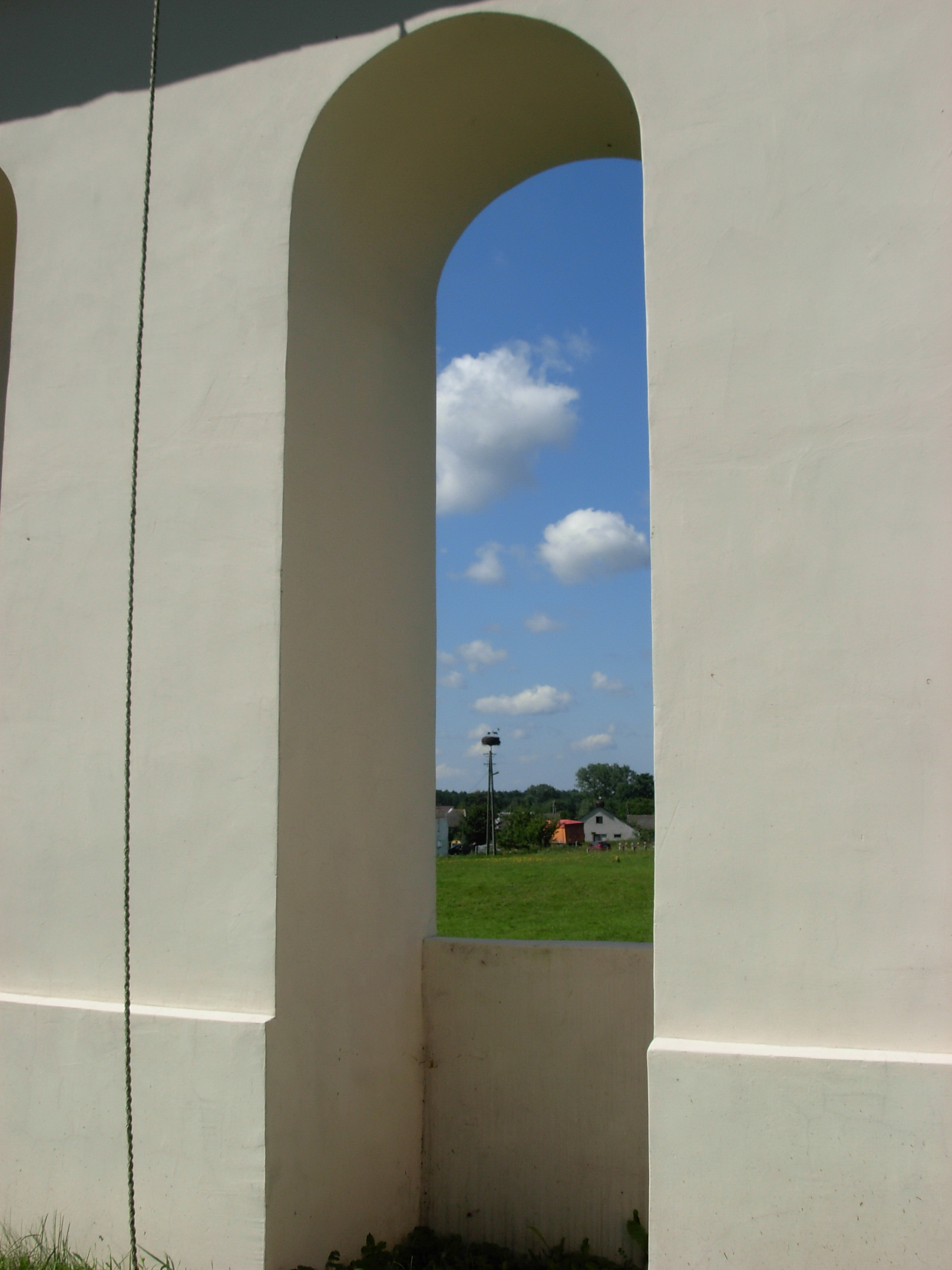
Жуківські лани і хати — вид від дзвіниці, фото 2011 р.